# غسيل (مسلسل)
غسيل مسلسل تلفزيوني كويتي قصير يتكون من 8 حلقات من بطولة شجون الهاجري، عبد الله بوشهري، زهرة الخرجي، عبير أحمد، وعبدالله عبدالرضا ، أُنتِج في عام 2023، وهو من تأليف الكاتب فهد العليوة ، ومن إخراج المخرج أحمد عبد الواحد.

## طاقم العمل

### الممثلون
- شجون الهاجري
- عبد الله بوشهري
- زهرة الخرجي
- عبير أحمد
- عبدالله عبدالرضا

## ملخص القصة
في إطار اجتماعي درامي، تدور الأحداث حول قضايا الشباب في سن المراهقة والتأثير الكبير لمنصات التواصل الاجتماعي في البلدان العربية، بالإضافة للدور الكبير الذي تلعبه منصات السوشيال ميديا في تغيير سلوك المجتمع.